# Sokratovský sarkasmus
Sokratovský sarkasmus je filosofický pojem odvozený od athénského filosofa Sokrata. Jde o schopnost udělat ze sebe hlupáka za účelem získání informací, skutečného názoru nebo nalezení slabiny jiného člověka.